# Бююккаръштъран
Бююккаръштъран (на турски: Büyükkarıştıran) е белде - селище-център на община в Източна Тракия, Турция, вилает Лозенград.

### География и климат
Бююккаръштъран е разположен в географска равнинина и през него магистралата между Одрин и Чорлу. Най-близък град в административни отношения е Люлебургаз, на 20 километра, Текирдаг - на 45 км и Истанбул на 120 км. Южно от селището тече река Ювалъ дере, на което е построен мост. Климатът е континентален, преобладават югозападни ветрове.

## История
В землището на съвременния град в Античността съществува един от главните градове на одрисите - Друзипара.

#### Квартали (махали)
- Фатих
- Нов квартал
- Йълдъръм
- Кючукаръштъран

### Стопанство и култура
В градът оперира фармацевтичен цех, кланица на месни продукти, текстилно предприятие, здравен център, начално и средно училище, и профилирано шивашко училище.

### Население
| 2015 | 5879 |
| 2010 | 5711 |
| 2007 | 5355 |
| 2000 | 5385 |
| 1990 | 4097 |
| 1985 | 2983 |
| 1980 | 2686 |
| 1975 | 1562 |